# Fluor-diklórmetán
A fluor-diklórmetán vagy Freon 21 vagy R 21 a metán halogénezett (pontosabban részlegesen klórozott-fluorozott) származéka, színtelen, szagtalan gáz.
Kritikus pontja 178,5 °C (451,7 K) és 517 MPa (51,7 bar). 5 K és 105 K hőmérséklet között a Pbca tércsoportba tartozó fázist alkot.

## Felhasználása
A fluor-diklórmetánt hajtógázként és hűtőközegként használták, de ózonlebontó képessége miatt fokozatosan kivonják a forgalomból. Ózonlebontó potenciálja 0,04. Termelése és felhasználása 2004 óta az 1989-es érték 15%-ára csökkent, a montreali jegyzőkönyv szerint 2015-ben kivonják a forgalomból.

## Fordítás
Ez a szócikk részben vagy egészben a Dichlorofluoromethane című angol Wikipédia-szócikk ezen változatának fordításán alapul.  Az eredeti cikk szerkesztőit annak laptörténete sorolja fel. Ez a jelzés csupán a megfogalmazás eredetét és a szerzői jogokat jelzi, nem szolgál a cikkben szereplő információk forrásmegjelöléseként.